# Camilia Blereau
Camilia Blereau, née le 24 février 1952 à Malines, est une actrice belge.

## Filmographie partielle

### Cinéma
- 1979 : Kasper in de onderwereld :
- 1979 : Mijn vriend de Fons Rademakers : Floorke Vannoote
- 1986 : Paniekzaaiers de Patrick Lebon : une nonne
- 1987 : La Famille Van Paemel :
- 1992 : Boys de Jan Verheyen
- 1997 : Oesje! de Ludo Cox : Julienne, la boulangère
- 2001 : Pauline et Paulette
- 2007 : Pas sérieux s'abstenir :
- 2013 : Le Verdict :

### Télévision
- 2003-2010 : Lili en Marleen (nl) : Georgette Muys